# Djedekheperu
Khendjer (fl. XVIII-XVII secolo a.C.) è stato un faraone della XIII dinastia egizia.
Secondo il Canone Reale si tratterebbe del sedicesimo sovrano della dinastia.

## Biografia
Sovrano conosciuto, oltre che per la citazione nel Canone Reale, grazie a vari reperti tra i quali una piccola piramide di mattoni con rivestimento in blocchi di calcare dello spessore anche di 5 metri, scoperta nella necropoli di Dahshur. A Khendjer vengono attribuiti lavori di restauro al tempio eretto ad Abido da Sesostri I.
Si ritiene che questo sovrano abbia mantenuto la capitale a Ity Tawy pur risiedendo prevalentemente a Tebe. Per quanto riguarda la durata del suo regno il Canone Reale è mutilo e l'unica data che possediamo è un quinto anno di regno su un blocco del suo complesso funerario.

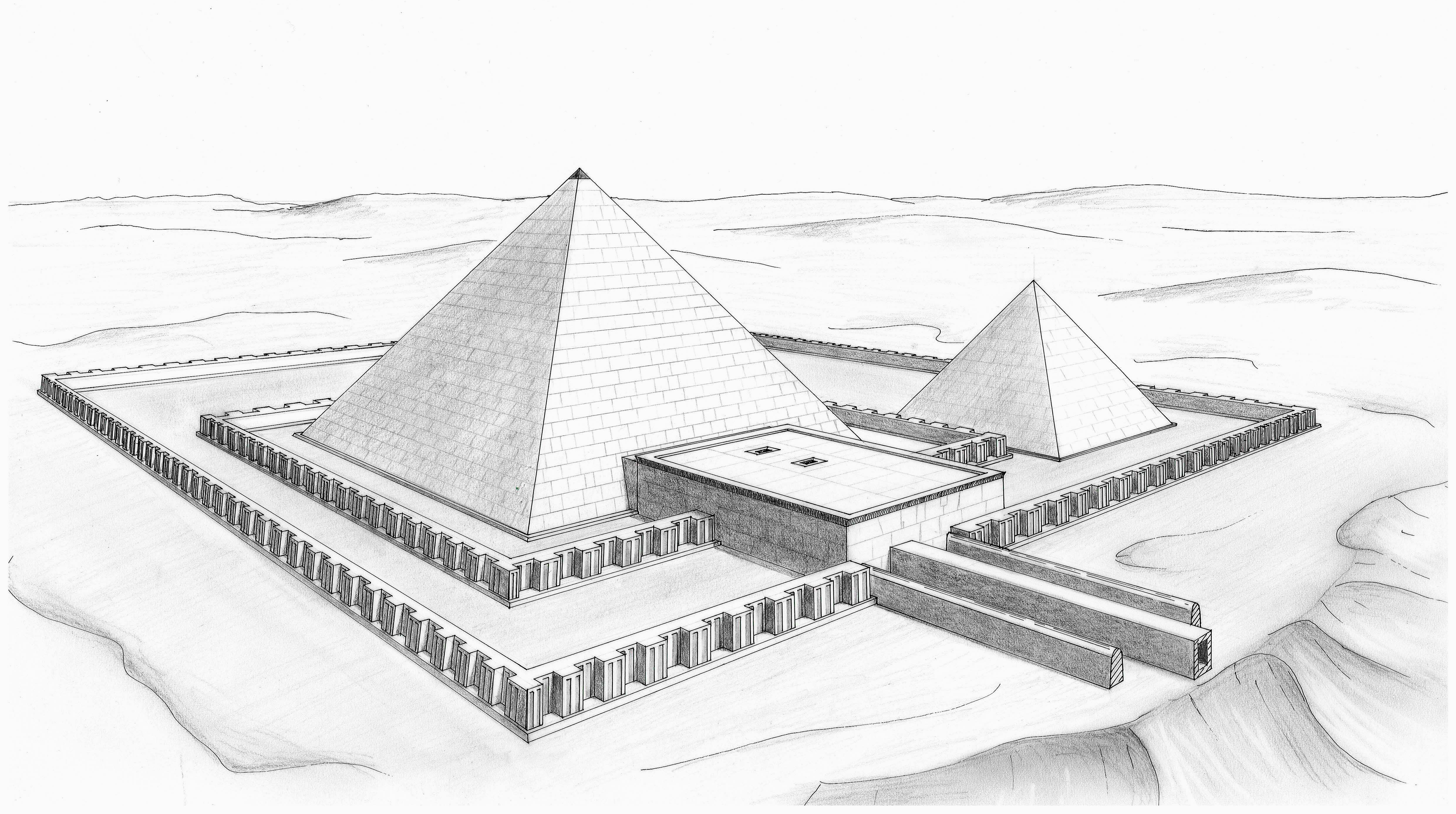
Disegno che ricostruisce il complesso funerario di Khendjer a Dahshur

Evento, non unico nella storia egizia, ma insolito, questo sovrano cambiò, non conosciamo per quale motivo, il proprio praenomen ad un certo punto del suo regno.

Il nomen "Khendjer" sembra non avere radici egizie e taluni lo collegano con il termine semitico che significa "cinghiale", questo fatto ha portato, in un primo tempo, a vedere in questo sovrano uno dei capi Hyksos, identificato talvolta con il Salitis di Manetone. Tale associazione è stata però confutata appunto dalla scoperta del complesso funerario ove è stata ritrovata la titolatura quasi completa.

## Liste reali
| N5 | wsr | HASH | N5 · n | M36 |

| N5 | wsr | HASH | N5 · n | M36 |

| N5 | wsr | HASH | N5 · n | M36 |

| N5 | wsr | HASH | N5 · n | M36 |

| N5 | wsr | HASH | N5 · n | M36 |

| N5 | wsr | HASH | N5 · n | M36 |

| N5 | wsr | HASH | N5 · n | M36 |

| N5 | wsr | HASH | N5 · n | M36 |

## Titolatura
| G5 |

| G5 |

| R11 | R11 | L1 | G43 |

| R11 | R11 | L1 | G43 |

| R11 | R11 | L1 | G43 |

| R11 | R11 | L1 | G43 |

| R11 | R11 | L1 | G43 |

| R11 | R11 | L1 | G43 |

| R11 | R11 | L1 | G43 |

| R11 | R11 | L1 | G43 |

| G16 |

| G16 |

| R11 | F31 | G43 | Z3 |

| R11 | F31 | G43 | Z3 |

| G8 |

| G8 |

| aA | HASH |

| aA | HASH |

| M23 · X1 | L2 · X1 |

| M23 · X1 | L2 · X1 |

| N5 | F12 | s | D28 |

| N5 | F12 | s | D28 |

| N5 | F12 | s | D28 |

| N5 | F12 | s | D28 |

| N5 | F12 | s | D28 |

| N5 | F12 | s | D28 |

| N5 | F12 | s | D28 |

| N5 | F12 | s | D28 |

| G39 | N5 |

| G39 | N5 |

| Aa1 · n | M36 · D21 |

| Aa1 · n | M36 · D21 |

| Aa1 · n | M36 · D21 |

| Aa1 · n | M36 · D21 |

| Aa1 · n | M36 · D21 |

| Aa1 · n | M36 · D21 |

| Aa1 · n | M36 · D21 |

| Aa1 · n | M36 · D21 |

Il prenomen compare anche nella forma:
| N5 | n · U5 | D36 · n | t |

| N5 | n · U5 | D36 · n | t |

| N5 | n · U5 | D36 · n | t |

| N5 | n · U5 | D36 · n | t |

n m3ˁt rˁ - Nimaatra ("Ra è colui a cui appartiene la Maat"?)

## Datazioni alternative
| Autore | Anni di regno         |
| ------ | --------------------- |
| Ryholt | 1764 a.C. - 1759 a.C. |
| Franke | 1718 a.C. - 1712 a.C. |